# Тамбовская организованная преступная группировка
Тамбовская ОПГ — самая влиятельная организованная преступная группировка (ОПГ) Санкт-Петербурга 1990-х — начала 2000-х годов.

## История создания группировки
Будущие основатели группировки, Владимир Кумарин (после 1996 года - Барсуков) и Валерий Ледовских, уроженцы Тамбовской области, познакомились в 1988 году в Ленинграде. Почувствовав запах перемен, они решили создать свою преступную группировку, куда набрали земляков. Впоследствии в Тамбовскую ОПГ стали включать выходцев из силовых видов спорта, необязательно выходцев из Тамбовской области. Поначалу бригада примкнула к так называемой Великолукской ОПГ, возглавляемой братьями Николаем и Виктором Гавриленковыми. Начав, как и многие бандиты, с охраны напёрсточников, вскоре бандиты переключились на рэкет в отношении кооператоров.

18 декабря 1988 года «тамбовцы» и бойцы Малышевской ОПГ устроили одну из первых криминальных разборок на стихийном рынке возле железнодорожной станции Девяткино. Противоборствующие стороны применили в отношении друг друга огнестрельное оружие. После этого к уголовной ответственности были привлечены 72 участника Тамбовской ОПГ. Прокурору, поддерживавшему обвинение, накануне очередного судебного заседания нанесли тяжёлую травму головы. После этого суд оправдал или вынес весьма мягкие приговоры, и освободил из-под стражи всех арестованных «тамбовцев». Известность группировке принесли репортажи Александра Невзорова. Впоследствии Кумарин расскажет: 
...Невзоров начал выпускать репортаж за репортажем об ужасных «тамбовцах» — для нас это как реклама была. Так все к нам и полезли сами. Хотя было и такое, что людей искусственно заманивали, не буду отрицать
Впоследствии, когда Невзоров стал депутатом Госдумы РФ, Кумарин стал его помощником.
Но в 1989 году Кумарин, Ледовских и большинство «тамбовских» были арестованы за вымогательство и осуждены. Кумарин был осуждён на 3 года лишения свободы. 26 мая 1990 года его перевели в ИТК № 6 общего режима в Обухово, а в августе 1990 года освободили. В начале 1991 года Кумарин вернулся в Петербург, после чего откололся от «великолукских» и создал независимую группировку.

## ОПГ в 1990-е годы
Группировка стала стремительно расти, пополняя свои ряды спортсменами, бывшими военнослужащими (в том числе выпускниками курсантами военных училищ) и завязывая знакомства с политиками и предпринимателями. Среди лидеров группировки — будущий депутат Государственной Думы от фракции ЛДПР Вячеслав Шевченко, директор ЧОП «Скорпион» Александр Ефимов (арестован в 1998) и его сменщик Владимир  Иванчишин (офицер запаса, выпускник ЛВУ ЖДВ и ВОСО) и многие другие. По различным данным, численность группировки достигала от 300 до 500 членов.
Сфера интересов Кумарина и Ледовских была весьма обширной — от импорта оргтехники и экспорта леса до игорного бизнеса и проституции. В 1993 году у «тамбовских» возник серьёзный конфликт с Великолукской ОПГ. Причина конфликта для того времени была типичной — в преддверии Игр Доброй Воли бизнесмен, находящийся под «крышей» Тамбовской ОПГ закупил крупную партию испанского вина почти на 1 миллион долларов. Товар был отобран и продан «великолукскими». Кумарин потребовал от Гавриленковых вернуть деньги, однако 1 сентября 1993 года коммерсант был убит, а 1 июня 1994 года на самого Кумарина было совершено покушение, в результате которого ему чудом удалось выжить, но ему пришлось ампутировать правую руку.
Однако вскоре «великолукских», главных врагов «тамбовских», стали сотрясать внутренние разборки, в результате которых Николай Гавриленков был убит, а Виктор эмигрировал в Испанию. После этого Тамбовская ОПГ стала мощнейшей ОПГ Санкт-Петербурга.
Начиная с 1995 года «тамбовцы» начали легализовывать свой капитал. Различные коммерческие операции производились через депутатов Государственной Думы от фракции ЛДПР братьев Сергея и Вячеслава Шевченко, а также вице-спикера Законодательного Собрания Санкт-Петербурга Виктора Новосёлова. Силовой же потенциал группировки был применён в создании частных охранных предприятий. В течение трёх лет «тамбовцы» монополизировали весь топливно-энергетический бизнес Петербурга, например, они выкупили все петербургские филиалы компании «Сургутнефтегаз». Захваченные предприятия были объединены в так называемую «Петербургскую топливную компанию» (ПТК). Кумарин взял фамилию матери, став Владимиром Барсуковым, и возглавил ПТК. Его первым заместителем стал вице-губернатор Санкт-Петербурга Юрий Антонов. Постепенно «тамбовцы» стали сворачивать деятельность на криминальном поприще.
В 2001 году в западной прессе вышли публикации, говорившие о связях «группировки Кумарина» в 1990-е годы с тогдашним председателем Комитета мэрии Санкт-Петербурга по внешним связям В. В. Путиным, который с 1997 по 2000 года на общественных началах являлся консультантом, членом консультационного совета российско-немецкой компании по недвижимости SPAG (St. Peterburg Immobilien und Beteiligungs AG (досл. "Санкт-Петербургская недвижимость и инвестиции АО"); совладельцем предприятия, по данным издания Le Monde, была мэрия города): указывалось, что возглавляемая Барсуковым-Кумариным группировка «установила контроль над гессенской компанией SPAG и использовала её для отмывания денег»

## ОПГ в 2000-х годах
Однако в 1999 году у группировки начались проблемы. Утром 20 октября вместе с хозяином была взорвана машина Виктора Новосёлова. В 2000 году был арестован Сергей Шевченко, его брат — объявлен в федеральный розыск, а впоследствии убит в марте 2004 года. В апреле 2000 года был убит ближайший помощник Барсукова-Кумарина Георгий Поздняков, а в июне близкий деловой партнёр Ян Гуревский. В декабре был расстрелян директор ЧОП «Легион-94» (правопреемник ЧОП «Скорпион») Владимир Иванчишин с водителем. В связи с предстоящими выборами губернатора Санкт-Петербурга на «тамбовских» обрушили шквал статей, в которых описывалось их криминальное прошлое. В газете «Смена» Барсуков опубликовал статью под названием: «Тамбовцы, как и петербуржцы, — это всего лишь жители российских городов». В названии отразилось стремление обелить «тамбовских» от привычной ассоциации с преступным миром и переопределить их в качестве граждан, работающих на общее благо. В самой статье был выражен протест против термина «криминальная столица», коим обозначали в то время Санкт-Петербург, и рассказывалось о том, какую пользу городу приносит ПТК. Барсуков утверждал, что 90 % общественного транспорта заправлялось на тот момент ПТК и что город владеет 14,5 % акций холдинга, в котором работает около 2500 человек. Кумарин часто занимался благотворительностью, имел личные контакты с патриархом Русской православной церкви Алексием II.
Однако, несмотря на все свои усилия, Барсукову-Кумарину, пришлось уйти с поста главы ПТК, что, впрочем, не означало полной потери контроля над бизнесом Санкт-Петербурга. Он заявлял:
...мы же занимаемся не только бензином, но и недвижимостью, торговлей продуктами. И действительно, думаю, что все у нас только-только начинается…
Некоторые аналитики и СМИ расценивали происходившее как столкновение «бюрократической олигархии и воров в законе Москвы» с «новой русской братвой из тамбовского сообщества Петербурга», против которой создался «неформальный союз НКВД с советской воровской преступностью»: «Вторая столица России явно выходила из-под контроля первой. Тогда встала задача: „бандитский Петербург“ должен стать воровским городом».
По сведениям Агентства журналистских расследований, представители «тамбовского профсоюза» обеспечивали безопасное проведение саммита Большой восьмёрки в Санкт-Петербурге в июле 2006 года.
Тем не менее, по версии правоохранительных органов, в 2005—2006 годах Барсуков-Кумарин явился организатором рейдерских захватов универсама «Смольнинский» и ещё ряда ресторанов, магазинов и организаций Петербурга, за что впоследствии, в числе прочих преступлений, и был привлечён к уголовной ответственности. Часть захватов были успешно отражены настоящими владельцами предприятий. В июле 2007 года он являлся посредником при освобождении похищенных в Санкт-Петербурге детей бизнесмена Павла Бородулина. 22 августа 2007 года Барсуков-Кумарин был арестован за организацию покушения на убийство совладельца нефтяного терминала Сергея Васильева, мошенничество и вышеуказанные преступления. Дело по его обвинению вела Генеральная прокуратура РФ.
В августе 2009 года в ходе допроса испанским судьёй Бальтасаром Гарсоном рецидивиста Луиса Родригеса Пуэйо последний заявил, что в апреле 2008 года он пытался похитить сына миллиардера Франсиско Эрнандо по заказу депутата Госдумы от «Единой России» Владислава Резника. При этом Пуйо утверждал, что причиной заказа стал отказ Эрнандо вернуть 30 млн долларов лидеру «тамбовской группировки» Геннадию Петрову, с которым, по мнению Гарсона, был тесно связан Резник. Годом ранее на испанской вилле Резника был проведён обыск, также связанный с расследованием дела в отношении российской организованной преступности.

## Суды над членами ОПГ
В 2001 году приговор выслушал Сергей Шевченко, получивший 7,5 лет лишения свободы условно. 19 февраля 2002 года Верховный Суд России оставил приговор без изменения.
Владимир Барсуков-Кумарин в ноябре 2009 года был приговорён (по первому уголовному делу против него) Куйбышевским районным судом Санкт-Петербурга на выездном заседании в Московском городском суде к 14 годам лишения свободы и 1 миллиону рублей штрафа. Своей вины Барсуков не признал. Санкт-Петербургский городской суд в марте 2010 года оставил приговор в силе.
Летом 2010 года адвокаты осужденного обратились с жалобой в Европейский суд по правам человека. Как утверждают защитники Барсукова, государство нарушало права их подзащитного. В частности, по мнению юристов, по отношению к их клиенту нарушена статья Европейской конвенции о защите прав человека «Запрещение пыток».
11 июля 2011 года Московский городской суд оставил в силе решение Преображенского суда столицы о снижении Барсукову срока заключения до 11,5 лет, назначенного приговором Куйбышевского суда Санкт-Петербурга. Пересмотр приговора произошёл по месту пребывания осужденного, так как в настоящее время он находится в СИЗО «Матросская тишина», и в связи с изменениями в УК РФ.
6 марта 2012 года Куйбышевским судом Санкт-Петербурга признан виновным в вымогательстве у владельцев торгового комплекса «Елизаровский» и приговорён к 15 годам заключения с учётом неотбытого срока по первому делу.
Весной 2013 года начался процесс по делу о покушении на совладельца ЗАО «Петербургский нефтяной терминал» Сергея Васильева. Первоначально планировалось, что судебные заседания пройдут в Петербурге, однако под давлением стороны обвинения слушания были перенесены в Москву. 11 апреля 2014 года адвокаты Барсукова представили суду сенсационные материалы — распечатки телефонных переговоров — из которых следовало, что обвинительные показания на Барсукова были оплачены Васильевым. 21 мая 2014 года Барсуков выступил с последним словом «Спецправосудие. Суд особой важности», которое более 70 раз прерывалось судьёй, но полный текст был опубликован в Сети.
6 июня 2014 года на основании оправдательного вердикта присяжных Кумарин и двое других обвиняемых были признаны невиновными. 26 ноября 2014 года Верховный суд РФ по представлению Генпрокуратуры РФ отменил приговор Санкт-Петербургского городского суда, оправдавшего группу Кумарина и вернул дело в тот же суд для нового рассмотрения со стадии отбора коллегии присяжных заседателей. При этом государственное обвинение возложило ответственность за решение присяжных на средства массовой информации: «Считаю, что опубликование последнего слова Барсукова В. С. в средствах массовой информации с призывами к присяжным заседателям не уподобляться „коррумпированному и продажному“ профессиональному суду за несколько дней до вынесения вердикта является прямым и грубым воздействием на присяжных заседателей, повлекшим вынесение оправдательно приговора» (Старший прокурор отдела государственных обвинителей уголовно-судебного управления прокуратуры Санкт-Петербурга Надежда Мариинская).
Вскоре после оправдания Барсукова судом присяжных против него начали формулировать новое обвинение. Обвиняемый в убийстве Галины Старовойтовой Михаил Глущенко заключил досудебное соглашение о признании вины со следствием ФСБ и назвал Владимира Барсукова заказчиком убийства.
В июне 2009 года Михаил Глущенко был задержан в Санкт-Петербурге при обмене паспорта. После задержания по заявлению Сергея Шевченко Следственным Комитетом возбуждено уголовное дело об убийстве в марте 2004 года на Кипре трёх россиян — Юрия Зорина, Виктории Третьяковой и компаньона Михаила Глущенко по бизнесу, экс-депутата Госдумы Вячеслава Шевченко. В рамках этого дела Куйбышевский суд Петербурга выдал санкцию на арест. В дальнейшем обвинение в убийстве судом не рассматривалось — Сергей Шевченко изменил показания, и с 2011 года Михаила Глущенко начали судить за вымогательство у Шевченко по телефону крупной суммы денег (согласно показаниям свидетелей обвинения, от $10 млн до $100 млн.). Подсудимый не признавал себя виновным и утверждал, что причиной ареста стало желание потерпевшего Шевченко закрепить результаты имущественного передела, в ходе которого у Глущенко была отнята доля в общем бизнесе — холдинге «Норд» (недвижимость на Невском проспекте и другие активы в Санкт-Петербурге).
1 марта 2012 года Куйбышевский районный суд Санкт-Петербурга приговорил Глущенко к 8 годам лишения свободы в колонии строгого режима и штрафу в размере 300 тысяч рублей по обвинению в вымогательстве в особо крупных размерах. Сторона, представляющая Сергея Шевченко-младшего (Вячеслав Шевченко-старший восемь лет назад убит на Кипре, что также инкриминируется Михаилу Глущенко), считает приговор несправедливо мягким с учётом личности обвиняемого и тяжести содеянного. Михаилу Глущенко продолжает инкриминироваться убийство Вячеслава Шевченко, Юрия Зорина и Виктории Третьяковой.
Михаил Монастырский, будучи депутатом, не был арестован за убийство. Позже он скрылся за границей. 18 апреля 2007 года он погиб в автокатастрофе недалеко от французского города Лион.